# Neuradopsis austroafricana
Neuradopsis austroafricana är en tvåhjärtbladig växtart som först beskrevs av Schinz, och fick sitt nu gällande namn av Brem. och Oberm.. Neuradopsis austroafricana ingår i släktet Neuradopsis och familjen Neuradaceae. Inga underarter finns listade i Catalogue of Life.